# تيليكانال (تشيلي)
طلكانال (باللغة الإسبانية: Telecanal) قناة تلفزيونية تشيلية خاصة. القناة ملك لشركة Albavisión.